# Samuel Magni Echman
Samuel Magni Echman, född 1691, död 2 juni 1748 i Västra Tollstads församling, Östergötlands län, var en svensk präst.

## Biografi
Samuel Magni Echman föddes 1691. Han var son till kyrkoherden Magnus Echman i Västra Tollstads församling och Justina Mellin. Echman blev 1713 student vid Uppsala universitet, Uppsala och prästvigdes 1719. Han blev sistnämnda år komminister i Ödeshögs församling, Stora Åby pastorat och 1736 kyrkoherde i Västra Tollstads församling, Västra Tollstads pastorat. Echman avled 1748 i Västra Tollstads socken.

### Familj
Echman gifte sig med Anna Hero. De fick tillsammans barnen Magnus och tre döttrar.